# エグリントン島
エグリントン島はクイーンエリザベス諸島の島のひとつ。カナダのノースウエスト準州に属する。位置は北緯75度48分、西経118度30分。面積は1,541km2。マクルアー海峡の北、プリンスパトリック島の南に位置する。無人島。1853年フランシス・レオポルド・マクリントックとGeorge Mechamが発見した。